# 트레뮬러스
트레뮬러스는 자유 및 오픈 소스 비대칭 팀 기반 1인칭 슈팅 게임으로 실시간 전략 게임 요소가 있다. 크로스 플랫폼 개발 프로젝트로서 이 게임은 윈도우, 리눅스, 그리고 Mac OS X에서 이용할 수 있다.
이 게임은 인간과 외계인의 두 대립하는 팀을 특징으로 한다. 각 팀은 자신의 기지를 방어하면서 적의 기지와 팀원을 공격해야 한다.

## 게임플레이
트레뮬러스는 실시간 전략 게임 요소를 가진 비대칭 팀 기반 1인칭 슈팅 게임이다. 각 팀은 플레이어를 어떤 방식으로든 돕는 구조물들로 구성된 기지를 건설하고 방어할 수 있다. 플레이어는 스폰 구조물에서 생성된다.
경기 중에 플레이어는 적을 공격하거나, 기지를 유지하고 새로운 구조물을 건설할 수 있다. 인간은 다양한 무기, 방어구 및 기타 업그레이드를 활용하는 반면, 외계인은 더 강력한 클래스로 진화할 수 있으며, 각 클래스는 고유한 능력을 가지고 있다.
팀은 게임 시작 시 모든 가능한 업그레이드와 건물에 접근할 수 없다. 각 팀은 다음 개발 단계로 진행하기 위해 일정 수의 프래그 임계값에 도달해야 한다. 단계 변경이 발생하는 시점은 각 팀의 플레이어 수에 따라 동적으로 달라진다. 각 새 단계는 인간을 위한 더 많은 업그레이드와 외계인을 위한 더 많은 클래스를 제공한다.
특정 단계가 필요한 것 외에도, 각 인간 아이템 또는 외계인 클래스는 게임 내에서 벌어들인 통화를 사용하여 구매해야 한다. 외계인은 적을 죽여 프래그를 얻으며(이 포인트는 일반적으로 플레이어에 의해 진화 포인트 또는 에보라고 불린다), 이를 진화에 사용할 수 있다. 인간은 크레딧을 얻는다. 플레이어는 적 플레이어를 죽이거나 적 스폰 또는 전력 구조물(리액터 및 오버마인드)을 파괴하여 통화를 얻는다. 얻는 통화의 양은 상대방의 클래스(또는 파괴된 구조물)와 죽인 플레이어가 대상에게 입힌 총 피해량에 따라 달라진다. 전투에 참여하지 않는 건설자를 장려하기 위한 메커니즘으로, 플레이어는 단순히 살아있는 것만으로도 2분마다 통화를 보상받는다.
건설자는 새로운 건물 건설 및 기지 유지 보수를 담당한다. 각 건물은 각 팀이 사용할 수 있는 일정 수의 건설 포인트를 차지한다. 건설 포인트 수는 지도 및 서버에 따라 달라질 수 있으며, 기지의 크기를 제한한다. 경기가 무승부로 끝날 가능성을 줄이기 위해, 대부분의 게임은 무승부/동점 시간 제한 10~15분 전에 서든 데스 모드로 전환된다. 이 기간 동안에는 대부분 또는 모든 구조물의 건설이 금지되어 공격자가 방어자를 더 쉽게 압도할 수 있도록 한다.

### 외계인

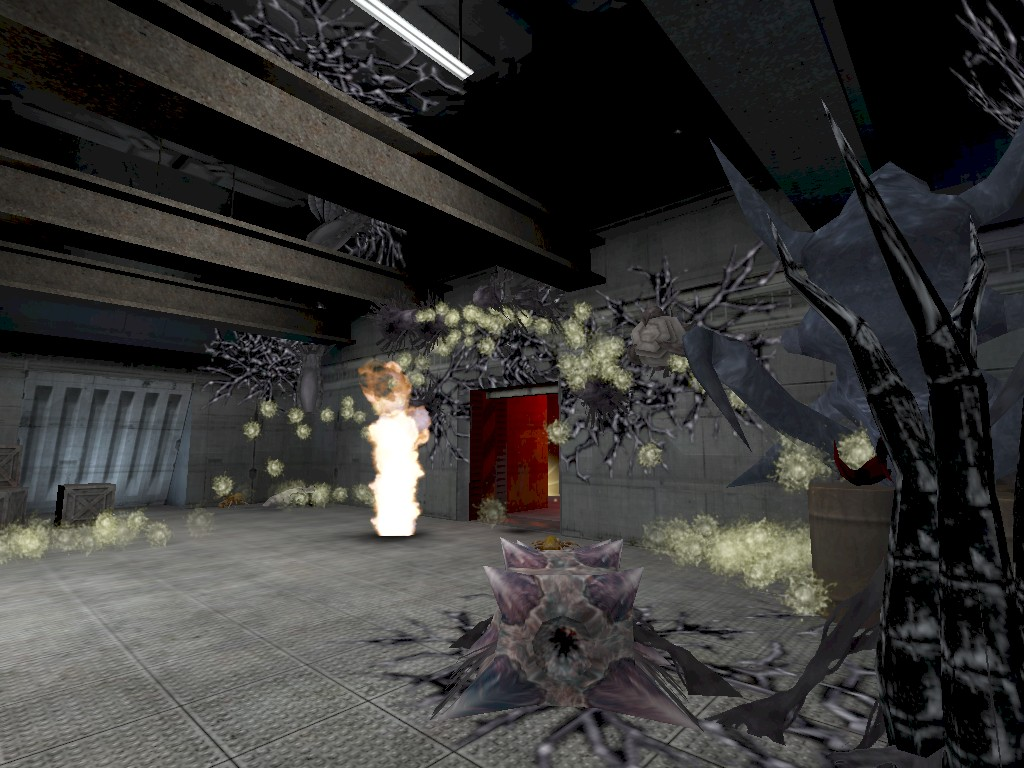
외계인 기지에서 폭발하는 인간의 수류탄

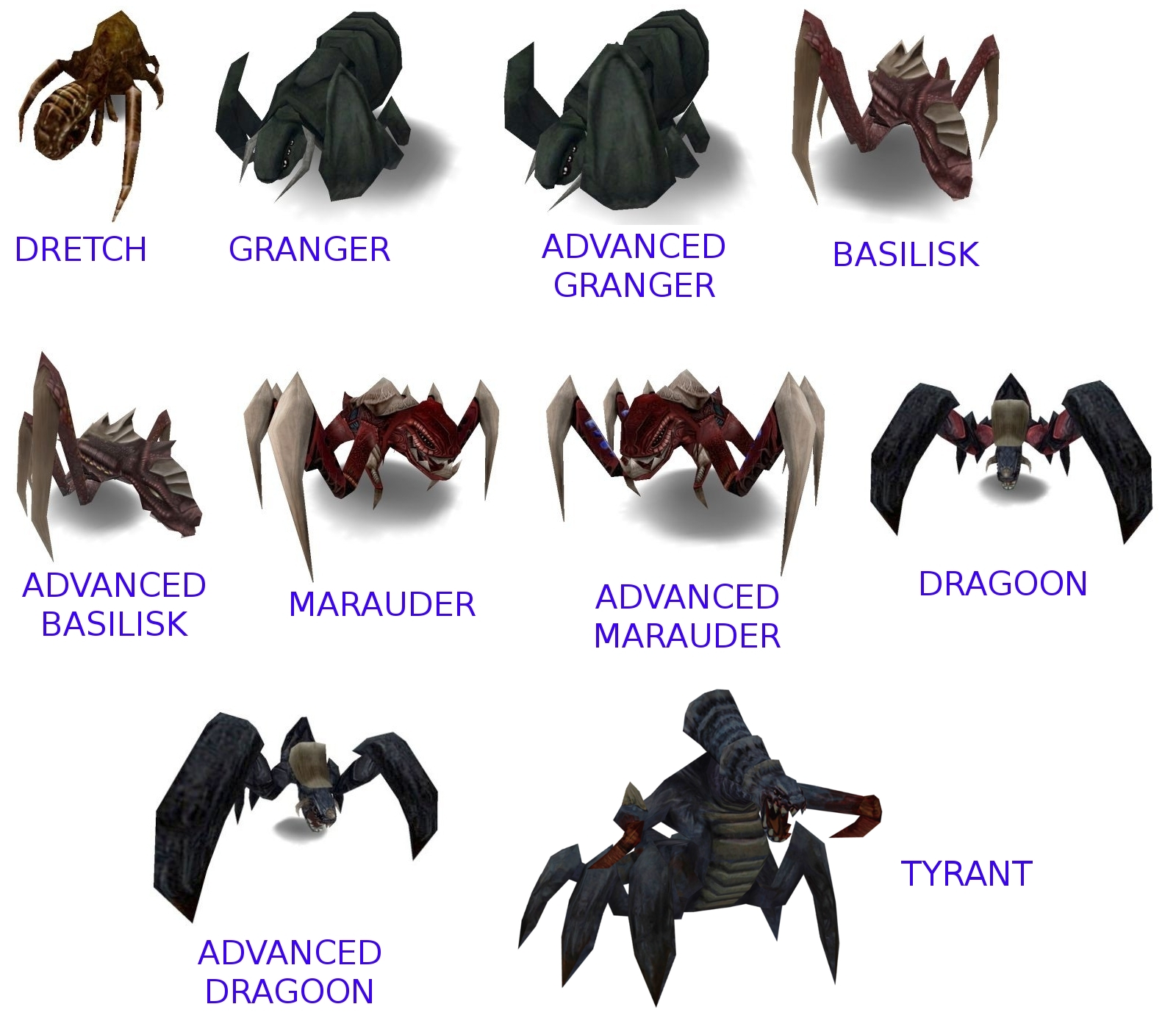
외계인 클래스

외계인 기지는 "오버마인드"라고 불리는 구조물을 중심으로 하며, 이 구조물은 다른 구조물이 기능하고 새로운 구조물이 건설되는 데 필요하다. 인간 팀 구조물과 달리 외계인은 전술적으로 건설하기 위해 벽과 천장에 건설할 수 있다. 알은 근처 외계인 구조물이 살고 건설될 수 있도록 하는 크립을 제공하여 외계인이 공격적인 전진 기지를 쉽게 건설할 수 있도록 한다. 크립이 없으면 외계인 구조물은 자폭한다.
외계인은 오버마인드가 죽어도 작동하는 알에서 스폰되지만, 오버마드 없이는 새로운 알을 건설할 수 없다.
프래그를 얻으면서 외계인 플레이어는 건강을 업그레이드하고 새로운 능력을 얻기 위해 새로운 형태로 진화할 수 있다. 외계인 공격의 대부분은 근접 공격이므로, 이 생명체들은 민첩성과 벽 걷기, 벽 점프, 돌진, 먼 거리 도약과 같은 특수 이동 기술에 의존하여 적과의 거리를 좁힌다.
외계인 플레이어와 구조물은 시간이 지남에 따라 자동으로 재생된다.

### 인간

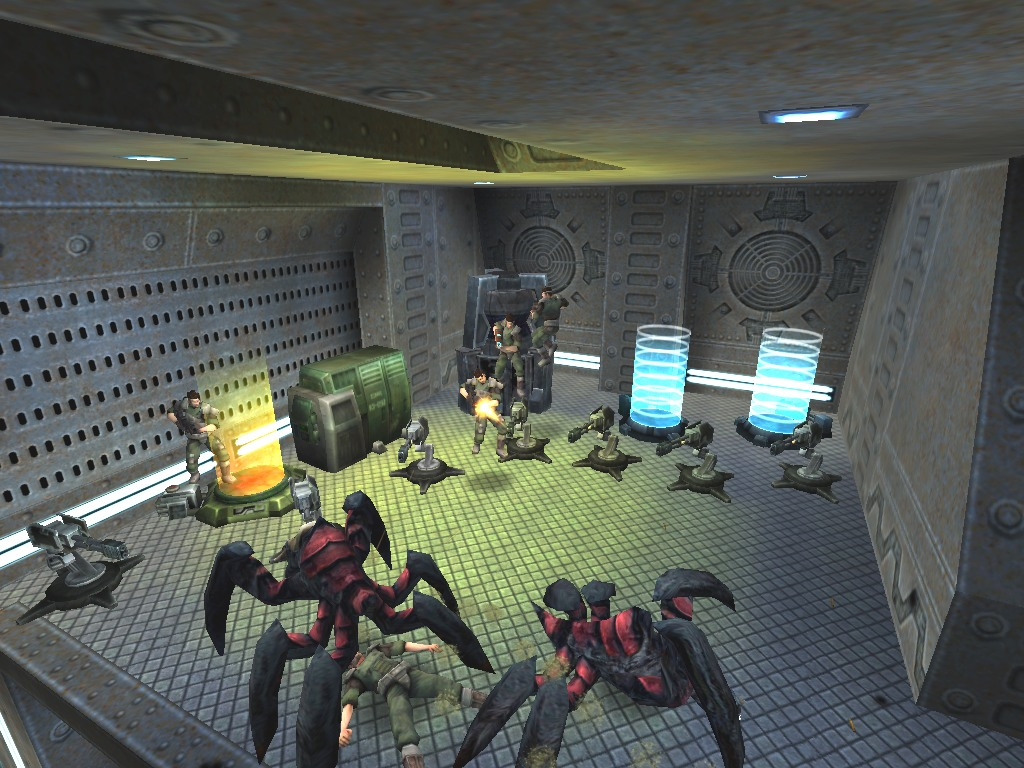
게임 초반에 드래군에게 공격받는 인간 기지

인간은 외계인의 알과 거의 동일한 방식으로 기능하는 "텔레노드"라고 불리는 구조물에서 스폰된다.
인간 기지의 핵심에는 거의 모든 다른 기지 장비에 전력을 공급하는 "리액터"가 있다. 리액터가 파괴되면, (건설자에 의해 제거되지 않는 한) 폭발하며, 종종 근처 플레이어와 구조물에 치명적인 피해를 주거나 제거하고 자동 방어 및 업그레이드 구조물을 무력화시킨다. 즉시 교체되지 않으면 인간 팀은 대개 패배한다.
인간은 다른 클래스를 가지고 있지 않다. 대신 "무기고"라고 불리는 구조물에서 업그레이드를 사고 팔 수 있다. 이 업그레이드에는 방어구, 제트팩, 그리고 무기가 포함된다.
인간 플레이어는 시간이 지나도 자동으로 체력을 회복하지 못하지만, 활성화 시 남아있는 체력을 일정 시간 동안 회복시키는 일회용 의료 키트를 장착하고 있으며, 의료 스테이션에서 보충할 수 있다.

## 개발
트레뮬러스의 개발은 다크 리전 그룹에 의해 2000년대 초 상업용 컴퓨터 게임 퀘이크 3 아레나의 모드로 시작되었다. 게임 플레이는 일반적으로 외계인 대 인간 팀이 명확한 사용자 클래스를 갖는 퀘이크 2 모드인 글룸(Gloom)에서 영감을 받았다. 하지만 트레뮬러스는 글룸이나 비슷한 시기에 출시된 다른 유사한 테마의 게임과 콘텐츠를 공유하지 않는다.
트레뮬러스와 유사한 기능을 가진 또 다른 게임은 내추럴 셀렉션이었지만, 개발자들은 이것이 내추럴 셀렉션을 기반으로 하거나 영감을 받은 것이 아니라고 말한다. 개발자들에 따르면, 이 게임의 개발은 내추럴 셀렉션이 공개적으로 출시되기 훨씬 전에 시작되었다고 한다.
2005년 8월 19일 퀘이크 3 아레나의 소스 코드가 GPL 하에 공개된 후, 개발자들은 트레뮬러스를 독립형의 자유-오픈 소스 게임으로 재작업하기로 결정했다. 트레뮬러스는 GPL 라이선스 하에 있지만, 다른 GPL 호환 라이선스로 출시된 다른 프로젝트의 코드를 포함하고 있다. 대부분의 게임 미디어는 CC BY-SA 2.5 크리에이티브 커먼즈 라이선스로 라이선스되었다.
초기 독립형 버전 1.0.0은 2005년 8월 11일에 출시되었다. 2006년 3월 31일에 안정 버전 1.1.0이 출시되면서 게임 엔진이 수정된 이드 테크 3 엔진인 ioquake3로 변경되었다. 2008년, 울펜슈타인: 에너미 테리토리의 ETPub 모드의 토니 J. 화이트(Tony J. White)는 관리 시스템과 백포트된 클라이언트를 기여했으며 이는 곧 공식 서브버전 저장소에 통합되었다. icculus 저장소의 최신 공개 빌드 버전은 2009년 12월 4일에 출시된 1.2 베타 "Gameplay Preview"(일명 GPP)이며, 최신 업데이트는 2011년 11월 8일에 출시되었다.
다크 리전의 트레뮬러스 속편은 깃허브로 소스 코드 저장소를 이전했지만 활발하게 개발되지 않고 있다(마지막 커밋은 2016년 6월).

## 파생작
언밴퀴시드는 다른 엔진(Daemon)을 사용하는 트레뮬러스 기반의 FPS로, 2012년에 처음 공개되었으며 현재 활발히 개발 중이다. 이 게임에는 많은 오리지널 맵이 포함되어 있으며 일부는 커뮤니티 팩으로 배포되는 트레뮬러스 맵을 실행할 수 있다. 일부 언밴퀴시드 공식 맵은 트레뮬러스의 커뮤니티 맵이었다.
체코 개발팀 AAA Games에서 현재 개발 중인 머나탄(Murnatan)은 AAA Games의 수석 개발자가 작업한 트레뮬러스 서버 수정을 기반으로 한 게임이지만, 라이선스 문제로 인해 이전 제목인 트레뮬러스 2와 개념 작업에서 일부 변경이 있었으며, 이 중 상당수는 이미 완료되었다. 이 게임은 7일 이내에 스팀 그린라이트에서 승인되었다.

## 평가
NewsForge의 조 바(Joe Barr)는 트레뮬러스를 자신이 가장 좋아하는 자유 소프트웨어 FPS 게임이라고 불렀다.
트레뮬러스는 모드 데이터베이스의 2006년 올해의 모드(Mod of the Year) 대회에서 플레이어의 선택 독립형 게임(Player's Choice Standalone Game of the Year)으로 선정되었다.
트레뮬러스는 나중에 Planet Quake 웹사이트의 "GPL 퀘이크 소스를 기반으로 한 최고의 무료 게임?" 설문조사에서 1위를 차지했다. 2007년 초, 트레뮬러스는 모드 데이터베이스의 "올해의 모드" 2006년 대회에서 "플레이어의 선택 독립형 게임" 부문에서 1위를 차지했으며, "장르상: 액션"과 "편집자 선택 독립형 게임" 부문에서 명예상을 받았다. 트레뮬러스는 또한 게임 포 윈도우 (이전 컴퓨터 게이밍 월드): 2007년 101가지 무료 게임 특집에 언급되었다. 트레뮬러스는 2010년 3월 리눅스 포맷에 의해 "HotPick"으로 선정되었다.

## 같이 보기
- 자유 1인칭 슈팅 게임 목록
- 이드 테크 3
- 오픈 소스 게임 목록
- 모드로부터 파생된 비디오 게임 목록